# Conflitos na Indonésia
Os choques etno-religiosos e movimentos separatistas na Indonésia; país situado no sudeste da Ásia, composto por mais de 17,5 mil ilhas, onde coexistem quase 300 etnias, centenas de dialetos e cinco religiões de doutrinas diferentes e divergentes; ganham intensidade após a queda da ditadura de Suharto em 1998.
Convertida ao Islamismo desde o século XV, este país convive com conflitos envolvendo a maioria muçulmana e as minorias cristã e hinduísta, além de movimentos separatistas e confrontos entre migrantes e nativos de algumas ilhas que também têm sido comuns ao longo da história. Grande parte dos conflitos é resultado da política de transmigração, lançada em 1905, adotada pelos colonizadores holandeses e levada a cabo no decorrer do século XX pelos governos pós-independência. O objetivo era reduzir o superpovoamento de algumas ilhas, como Java e Madura, que concentravam cerca de 80% da população, índice que foi reduzido para cerca de 60% no final da década de 1990. Ao mesmo tempo, o programa de povoar  e desenvolver regiões periféricas gerou confrontos entre os imigrantes e os povos nativos das ilhas. Nas ilhas Molucas, predominam conflitos etno-religiosos; em Kalimantan (Bornéu), há conflitos étnicos; em Nova Guiné Ocidental, existem conflitos étnicos e movimentos separatistas; em Aceh, separatistas tentam instaurar uma república islâmica independente. Como agravante, passa ainda por sérios problemas políticos e econômicos e o governo não tem credibilidade frente a população.

## Nova Guiné Ocidental
Anexada pela Indonésia em 1963, a Nova Guiné Ocidental ainda reivindica sua independência. Em 1994, o Movimento Papua Livre propõe o início de negociações de paz mas, em 1995, os conflitos com o Exército indonésio voltam a intensificar-se. 
Os indígenas locais da tribo papua passam a disputar com os imigrantes javaneses o acesso à terra e às riquezas da ilha, dotada de uma das maiores minas de ouro e cobre do mundo. A exploração desses recursos, entregues a empresas estrangeiras, amplia a insatisfação dos papuas em relação ao governo central; reivindicam a independência desde a década de 1960. O conflito já fez cerca de 100 mil mortos.

## Kalimantan Ocidental
Os madurenses, detentores do poder econômico, têm sido vítimas de perseguições e massacres promovidos pelos indigenas nativos da tribo dayak em Kalimantan Ocidental e Kalimantan Central. Pelo menos 1,5 mil morerram assassinados desde 1997, muitos decapitados, de acordo com os costumes tribais.

## Molucas do Sul
A mais recente espiral de violência ocorre na parte sul da província de Molucas, habitada por maioria cristã até a chegada de milhares de muçulmanos, que assumem o controle político e econômico, alimentando ressentimentos que degeneram em embates a partir de 1999. O conflito se agrava com a adesão de milicianos islâmicos à "jihad" contra os cristãos. Cerca de 4 mil pessoas morrem e 300 mil ficam refugiadas.

## Aceh
A região de Aceh, de forte tradição religiosa é palco de um movimento pela criação de um Estado islâmico independente, que remonta a década de 1950. A repressão militar aos separatistas do Movimento Aceh Livre fez 5 mil mortos na última década. O governo indonésio rejeita a independência, mas admite conceder a região maior participação sobre a extração de petróleo e gás, dos quais a província é grande produtora. 
Em dezembro de 2002, foi assinado um cessar-fogo entre os rebeldes do Movimento Aceh Livre e o governo indonésio, prevendo a realização de eleições na província de Aceh. No entanto, os conflitos se acirraram e, em maio de 2003, o governo indonésio impôs a Lei Marcial, aumentando a repressão sobre os separatistas armados e até civis. Até o final de janeiro de 2004, a ofensiva militar contra os guerrilheiros prosseguia, porém, a destruição causada pelo terremoto de 2004 no Oceano Índico trouxe um acordo de paz e um fim à insurgência.

## Timor-Leste
Os portugueses foram os primeiros europeus a chegar ao Timor no século XVI, estabelecendo uma presença isolada na ilha de Timor, enquanto que as ilhas vizinhas foram caindo sob o controle holandês. Após a Revolução dos Cravos em Portugal, iniciou-se o processo de descolonização e, finalmente, a colônia portuguesa declarou sua independência em 28 de novembro de 1975, mas foi invadido e ocupado pela Indonésia nove dias depois, antes da independência ter sido reconhecida internacionalmente.
Para piorar a situação, o fato do partido maioritário em Timor-Leste, a Fretilin (Frente Revolucionária de Timor-Leste Independente), ter orientação de esquerda e receber apoio vocal da República Popular da China, levaram os Estados Unidos (que se retirou do Vietnã do Sul) e a Austrália a não se colocar nenhum impedimento para a anexação, realizada por um governo pró-ocidental (o regime de Suharto, que tinha violentamente reprimido o Partido Comunista da Indonésia em 1965). No dia anterior da invasão, o presidente dos Estados Unidos Gerald Ford e o Secretário de Estado Henry Kissinger, que se reuniram em Jacarta com o general Suharto, terão dado sinal verde à invasão. Desde então, através de diversas administrações (incluindo a de Bill Clinton), os Estados Unidos continuaram a vender armas à Indonésia.
Após a invasão (julho de 1976), o território foi declarado vigésima sétima província da Indonésia (conhecida como Timor Timur). No entanto, a invasão não foi reconhecida pelas Nações Unidas, de modo que o seu estatuto jurídico permaneceu de um território não autônomo sob administração portuguesa.
A anexação indonésia foi marcada pela extrema violência e brutalidade. Durante a invasão e ocupação (24 anos) se estima que foram assassinados entre 60 000 a 200 000 pessoas de uma população de aproximadamente 600 000 no momento da invasão.  Um documento com estatísticas apresentadas pela Comissão de Acolhimento, Verdade e Reconciliação do Timor-Leste citou um menor intervalo de 102.800 mortes relacionadas ao conflito, dos quais 18 600 mortes e 84 600 devido à fome e doença.
No entanto, vários grupos, liderados pela Fretilin, iniciaram a resistência contra as forças indonésias e em favor da independência nas montanhas da ilha, sob o comando de seu líder, Xanana Gusmão, capturado e encarcelado em Jacarta, Indonésia. Seu posto foi posteriormente ocupado por Konis Santana. Em 1996, Dom Carlos Felipe Ximenes Belo e José Ramos-Horta, dois ativistas pela paz e independência receberam o Prêmio Nobel da Paz.
Apesar de contribuir minimamente com a economia Indonésia, a manutenção da posse sobre o Timor era uma questão de político-estratégica. Existia um receio de que a sua perda levasse outras regiões mais vastas, ricas e insurgentes a optarem pela independência. Grande parte das rotas marítimas do mundo utilizam como passagem os extreitos canais entre suas ilhas. Perturbações políticas e separatistas na região poderiam afetar os fluxos de petróleo, de gás natural e de outros bens que mantêm em funcionamento a economia mundial em geral e da Indonésia em particular. 
Em 1999, o governo indonésio, sob forte pressão internacional para convocar um referendo sobre o futuro de Timor-Leste. Finalmente, em 30 de agosto de 1999, os timorenses votaram pela independência da Indonésia num referendo supervisionado pela ONU, dando uma clara maioria (78,5%) a favor da independência, rejeitando a alternativa de continuar a ser uma província autônoma dentro da Indonésia. 
No entanto, violentos distúrbios ocorreram imediatamente após a votação, instigada pelas milícias anti-independência (auxiliadas por elementos do exército indonésio). Em apenas um mês, 2.000 pessoas morreram, centenas de mulheres foram estupradas, três quartos da população foram deslocadas e 75% da infraestrutura do país foi destruída, reduzindo a escombros as cidades, especialmente Díli, a capital. 
Finalmente, tropas de pacificação das Nações Unidas lideradas pela Austrália foram enviadas para restaurar a ordem, abrindo o caminho para a UNTAET, a administração das Nações Unidas. A independência foi reconhecida internacionalmente em 20 de maio de 2002. Timor-Leste aderiu às Nações Unidas em 27 de maio do mesmo ano. 
O ex-guerrilheiro Xanana Gusmão foi eleito o primeiro presidente da República Democrática de Timor-Leste e esperava que os benefícios da exploração de petróleo no Mar de Timor (entre Timor-Leste e Austrália), pudesse ajudar no que é uma dos países mais subdesenvolvidos do mundo. 